# Gazeta Samborska
«Gazeta Samborska» — польськомовне друковане періодичне видання (часопис), що виходило в Самборі наприкінці ХІХ — на початку ХХ ст.
Перший номер часопису вийшов 23 березня 1894 року в друкарні Шварца і Трояна (Самбір). Редактором і видавцем 1-го номера був Станіслав Стефановський (пол. Stanisław Stefanowski).
Випускали з перервами до 1913 року.